# کریستینا فوس
کریستینا فوس (آلمانی: Christina Voß؛ زادهٔ ۷ ژوئیهٔ ۱۹۵۲) بازیکن هندبال اهل آلمان بود.